# Kurt Czekalla
Kurt Czekalla (n. 30 septembrie 1930, Schönebeck, Saxonia-Anhalt, Germania – d. 19 martie 2002) a fost un trăgător de tir ce a reprezentat Germania, medaliat olimpic. A participat la o ediție a Jocurilor Olimpice (1968) în care a câștigat o medalie de bronz.

## Participări
Lista de mai jos prezintă principalele competiții la care a participat Kurt Czekalla de-a lungul carierei.
- shooting at the 1968 Summer Olympics – men's trap[*]